# William Bayliss
William Maddock Bayliss (Wednesbury, 2 de maio de 1860 — Londres, 27 de agosto de 1924) foi um fisiologista inglês.
Graduado em fisiologia pelo Wadham College, Universidade de Oxford.
Junto com Ernest Starling descobriu o hormônio secretina e o peristaltismo intestinal. O efeito Bayliss foi denominado em sua homenagem. Laureado Sir em 1922, por sua contribuição à medicina.